# Phonola
Phonola è un marchio italiano di elettronica di consumo di proprietà della Philips S.p.A . di Milano . Venne fondato nel 1931 A Milano ed è uno dei più antichi marchi del settore, in particolare negli apparecchi radio-televisivi.

## Storia
Il marchio Phonola fu depositato il 10 ottobre 1931 nel registro dei marchi da parte della Società Anonima ALCIS Industriale Commerciale Lombardia di Milano, per commercializzare radioricevitori e radiofonografi costruiti dalla ditta S.A. FIMI di Saronno, in provincia di Varese. Gli apparecchi venivano assemblati con l'utilizzo di componenti importati dagli Stati Uniti, e aventi forma a cupoletta, si distinguevano per la robustezza meccanica e per l'eleganza del mobile, caratteristiche mantenute per tutto il periodo antecedente alla Seconda guerra mondiale. Il primo modello fu il radioricevitore Phonola 521, costruito in legno, del 1932.

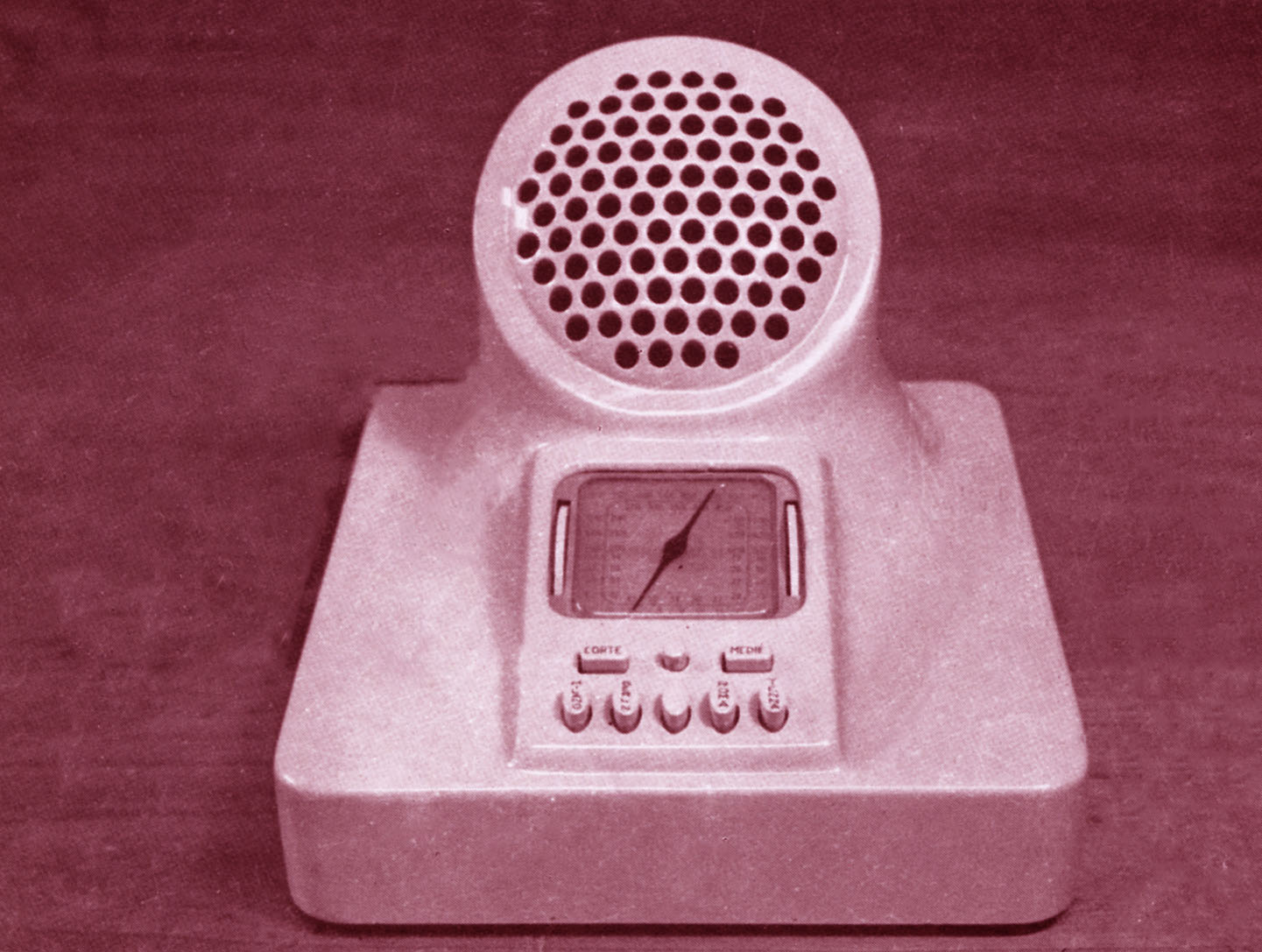
La radio Phonola 547 del 1940

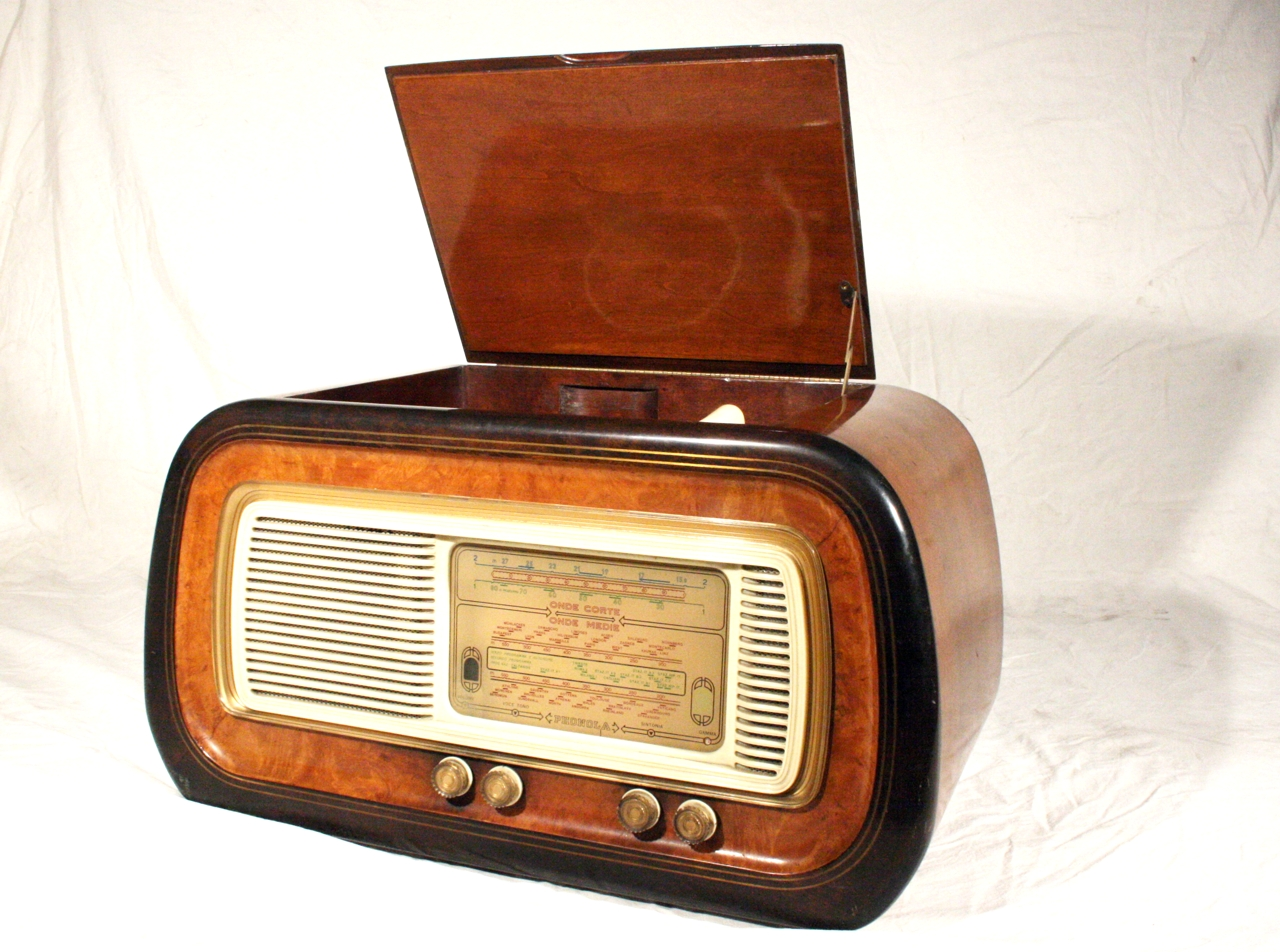
Radiofonografo Phonola 640 del 1955

FIMI divenne successivamente proprietaria del marchio Phonola, e a cui affiancò anche il marchio Darling, e si affermò sul mercato coi modelli Oro, Alcis, Transoceanico e Ferrosite. La progettazione tecnica fu sin dall'inizio frutto della genialità di un giovane ingegnere, di cui è ignota l'identità, morto prematuramente nel 1935 dopo essere annegato sul Lago di Como, a cui gli subentrò l'ingegner Antonini, originario di Perugia, che disegnò i modelli di radio economiche Telesinto (1936), Radioconverto (1937) e Neosinto (1940).
Nel 1937, su progetto di Domenico Mastini, fu presentato l'apparecchio radio a gettone (radiomoneta) che rimaneva in funzione per un tempo programmato, proporzionalmente al tipo di moneta inserita in una apposita gettoniera collegata alla alimentazione della radio. Per questa soluzione, FIMI-Phonola progettò e mise in produzione il modello 670M (M=Mastini). Il 670M era, nel progetto base, una supereterodina economica a tre valvole (con circuito reflex) per la ricezione delle onde medie. L'apparecchio subì successive varianti per renderlo appetibile anche come normale ricevitore economico (senza gettoniera).
Dal 1939, FIMI si avvalse della collaborazione di Livio Castiglioni (1911-1979), che assieme al fratello Pier Giacomo Castiglioni (1913-1968) ed a Luigi Caccia Dominioni (1913-2016), disegnò la fortunata serie di apparecchi in bachelite prodotti nel 1940-41, rappresentata dai Phonola 303, 547 e 563. Il Phonola 547, particolare radio a forma di telefono, e prodotta in molte varianti, costituisce uno degli esempi di disegno industriale italiano.

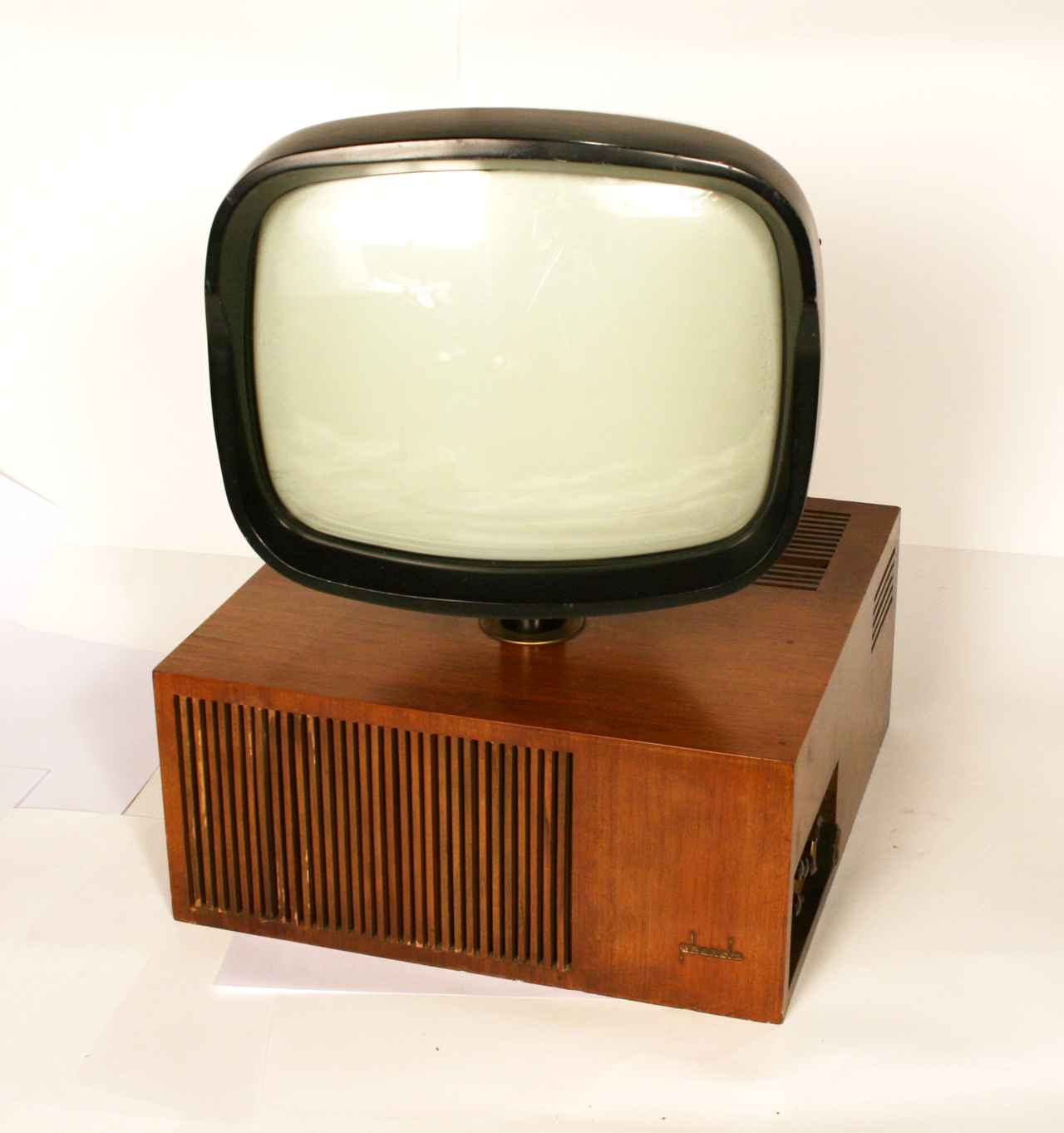
Televisore Phonola 1718 del 1956

Nel 1942, il conte Alessandro Poss rilevò FIMI, che a causa dei successivi eventi bellici dovette sospendere la produzione, non avendo fatto la conversione per scopi militari. Dopo il 1945, a conclusione del conflitto, la ditta riprese le proprie attività, che oltre che con il marchio Phonola, FIMI svolgeva anche come terzista per conto dell'americana Crosley, per le tedesche Grundig e Siemens, per l'austriaca Minerva e l'olandese Philips. Negli anni successivi fu avviata la produzione dei televisori, fra i quali spiccava il Phonola 1718 del 1956, soprannominato "Marziano", disegnato da Sergio Berizzi, Cesare Buttè e Dario Montagni, a cinescopio orientabile per favorire la visione da qualsiasi lato, e con gli organi riceventi e di comando separati da quelli di trasmissione e posti su un mobile rettangolare in legno. Un esemplare di questo modello si trova esposto al Guggenheim Museum di New York.

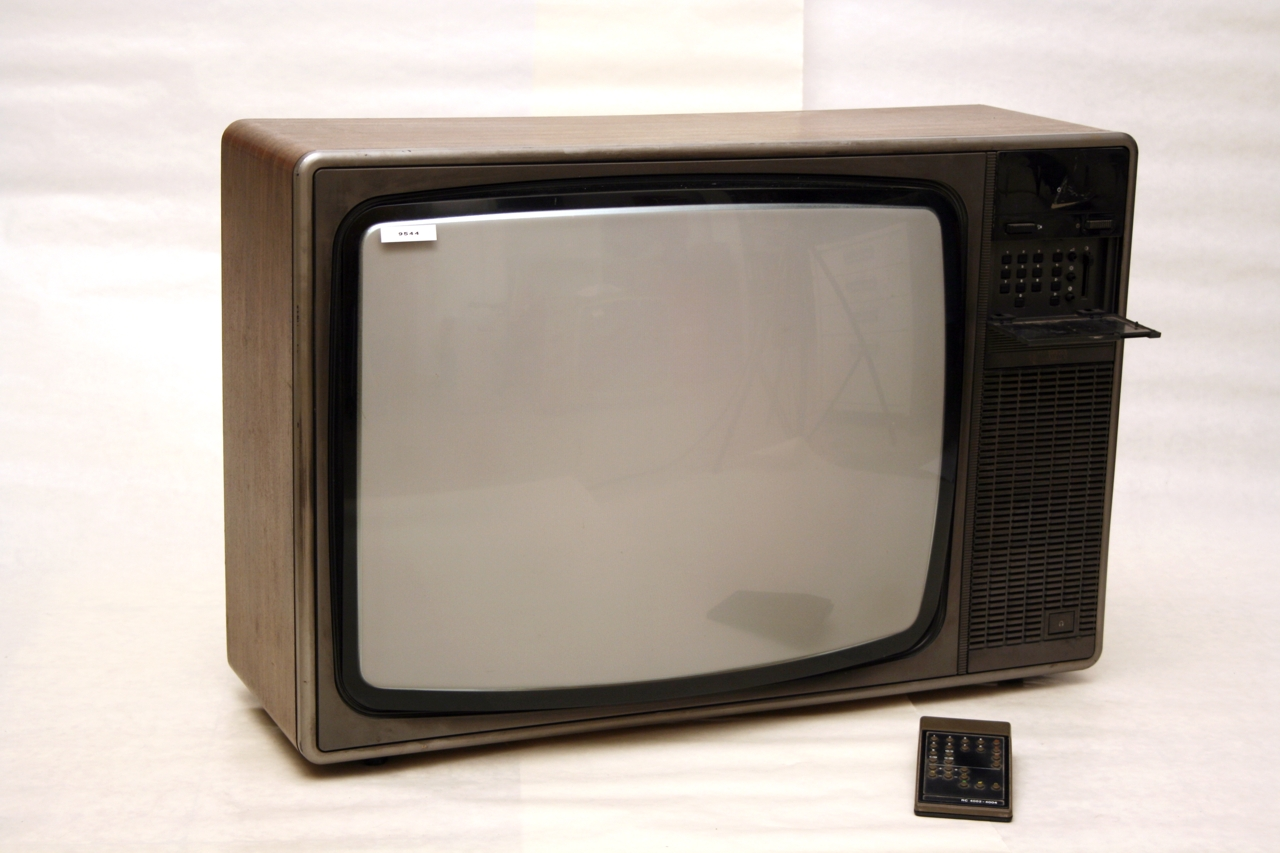
Televisore a colori Phonola 1322 del 1977

Negli anni sessanta, FIMI allargò la produzione a marchio Phonola agli elettrodomestici, in particolare frigoriferi e lavatrici. Nel 1969, l'azienda lombarda, e con'essa il marchio Phonola, fu rilevata da colosso olandese Philips, che avviò la diversificazione delle attività, e si specializzò anche nella produzione di monitor professionali per applicazioni medicali. Il passaggio nell'orbita Philips sancì il declino di Phonola, relegato a rango di marchio secondario e regionale, nonché negli anni novanta di monitor per personal computer.
Nel 2001, Formenti-Sèleco acquistò il marchio Phonola, destinato ai televisori economici del segmento di mercato di fascia bassa. L'azienda lombarda, era andata successivamente in crisi, e nel 2006, Phonola passava alla Super//Fluo che ne aveva rilevato le attività produttive che comprendevano anche i marchi Sèleco, Brionvega e Imperial.

## Sponsorizzazioni

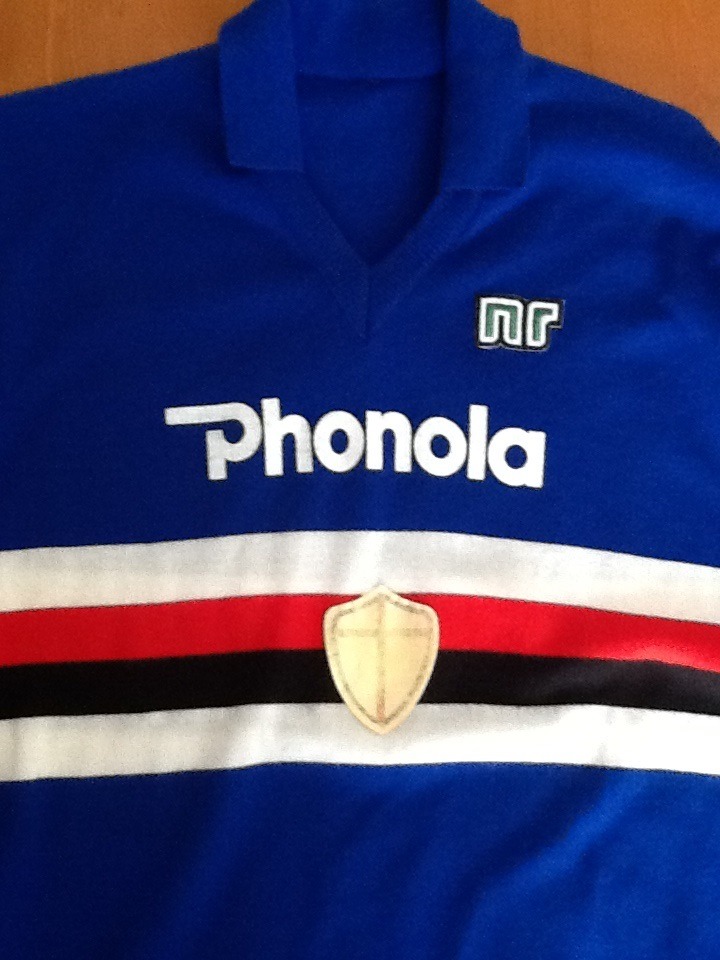
La maglia della
sponsorizzata da Phonola indossata da Trevor Francis nel campionato 1982/1983.

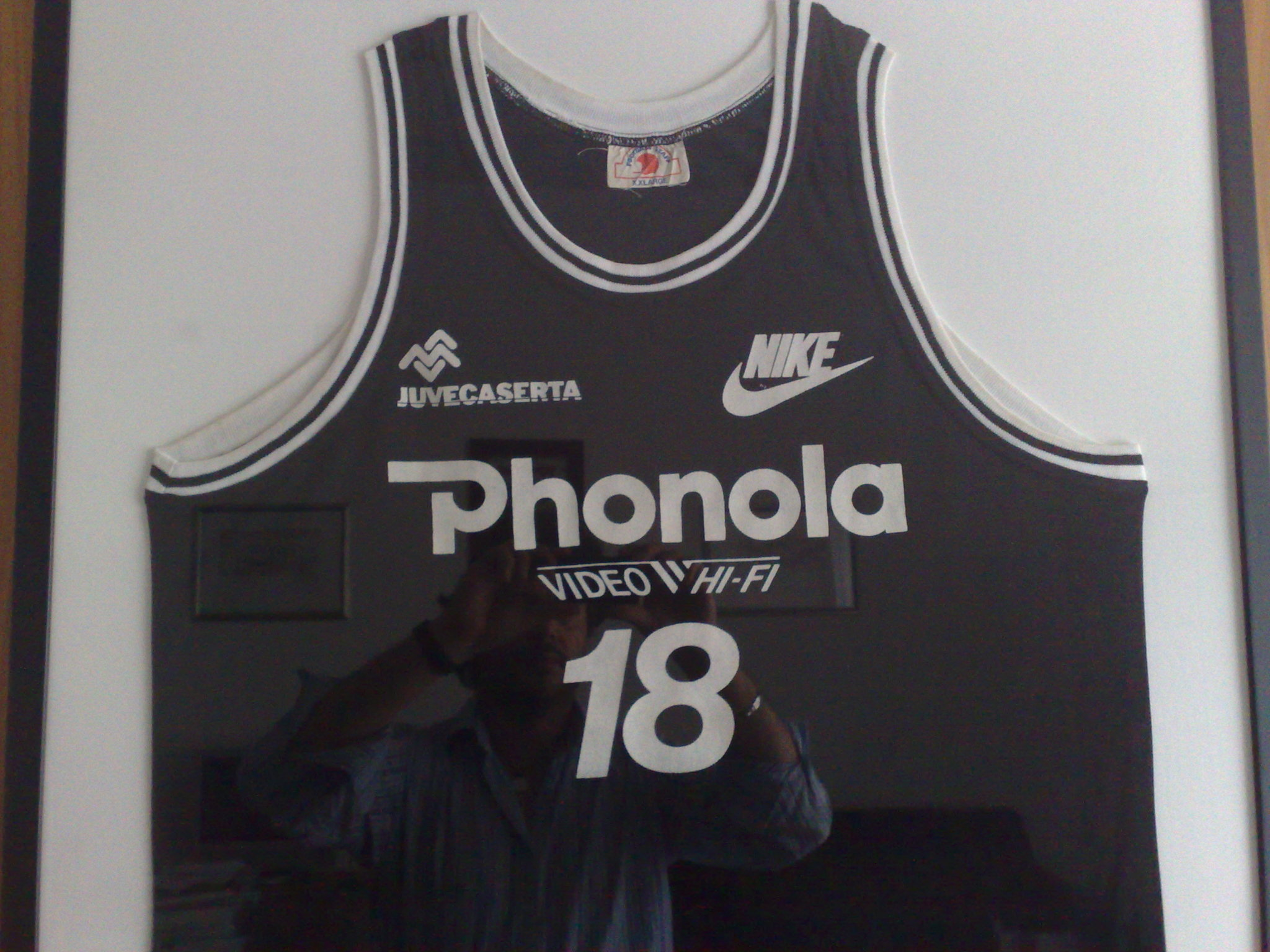
La canottiera della Juvecaserta, con la
sponsorizzazione Phonola, indossata da Oscar Schmidt nel campionato 1989/1990.

Phonola fu il primo sponsor della Unione Calcio Sampdoria tra il 1982 e il 1988
Altra importante sponsorizzazione è stata quella della squadra di pallacanestro della Juvecaserta durante il campionato di pallacanestro 1990-91 al termine del quale la compagine casertana si laureò campione d'Italia battendo la Philips Milano. L'importanza di tale evento sta nel fatto che per la prima ed ultima volta una squadra del sud, per la precisione geograficamente al di sotto di Roma, vinceva uno scudetto di basket. Da notare inoltre che, in quella finale, le squadre erano sponsorizzate da due marchi dello stesso gruppo.